# MyScienceWork
 (décembre 2018).
 (décembre 2018).
MyScienceWork est une entreprise qui propose l'accès à plusieurs millions de publications scientifiques grâce notamment aux contributions des chercheurs. La plate-forme MyScienceWork peut être considérée, à l'instar de Academia.edu ou de ResearchGate, comme un réseau social académique rassemblant des chercheurs. Il donne accès à plusieurs millions de publications et brevets. MyScienceWork a développé PolarisOS en 2018 pour permettre aux institutions scientifiques d'archiver et gérer les recherches et données de la recherche au quotidien. Les solutions créées par MyScienceWork sont interconnectées et font gagner en visibilité les utilisateurs (les chercheurs eux-mêmes et leur structure). Elles utilisent une variété de canaux disponibles pour collecter de l'information : l’accès libre aux publications scientifiques, un moteur de recherche, et la vulgarisation scientifique,. MyScienceWork se base sur les technologies du big data pour développer et mettre à disposition son expertise (machine learning, natural language processing). 

## Histoire
MyScienceWork a été créé en août 2010, par Virginie Simon, chercheuse en nanotechnologies contre le cancer, et Tristan Davaille, ingénieur financier. 
En ligne depuis janvier 2013, MyScienceWork met à disposition des informations concernant des millions de publications scientifiques et de brevets européens et américains. Parmi ces publications, un grand nombre sont en open access (téléchargeables sur leur plate-forme d'origine) en PDF ou sont en accès payant à l’unité auprès des éditeurs scientifiques. En octobre 2014, MyScienceWork a ouvert ses bureaux à San Francisco, aux États-Unis. La première plateforme Polaris de MyScienceWork pour les institutions de recherche a été lancée en décembre 2014.[réf. nécessaire]
En 2017, la plateforme rassemble 60 millions d’articles scientifiques et 2 500 sites en accès libre. Plus d’un demi-million de chercheurs utilisent MyScienceWork.

## PolarisOS

### Objectif
PolarisOS est un outil en open source qui permet aux institutions de recherche de faciliter la mise en réseau, la collaboration et le pilotage de la recherche au quotidien. Un nombre croissant d’universités prennent en compte la visibilité et les métriques d’impact des chercheurs pour leur promotion et leur évaluation ; les chercheurs eux-mêmes sont de plus en plus actifs dans l’optimisation de ceux-ci. PolarisOS est aujourd’hui déployé au sein de l’Institut national d'études démographiques (INED) pour gérer les données de recherche et le travail des chercheurs.[réf. nécessaire]
Le code est disponible sur GitHub.

### Fonctionnalités

#### Archives
PolarisOS a été créée pour l’archivage des publications, des données issues de la recherche, des thèses, vidéos, ou encore posters des institutions de recherche. Elles peuvent être liées à des archives existantes telles que celles sur ArXiv, PubMed et HAL.

#### Métriques
Les outils de métrique permettent aux institutions de suivre la performance de leurs équipes de recherche et l’ensemble de leur production, ainsi que d’observer des tendances de celles-ci. Le tableau de bord de la plateforme donne un aperçu de l’impact des publications et les métriques peuvent être filtrées pour montrer la consultation des publications par lecteur, pays et discipline.

#### Profils professionnels
Les chercheurs peuvent se créer sur MyScienceWork des profils similaires à ceux sur LinkedIn et créer un réseau en ajoutant des contacts au sein de leur propre institution ou de la communauté mondiale de MyScienceWork. Des mots-clés indiqués sur le profil sont utilisés par les outils de la plateforme pour suggérer des publications et des contacts de façon personnalisée pour chaque utilisateur. D’autres options telles que le téléchargement de publications en quelques clics et l’annotation de publications sont conçus pour faciliter la collaboration professionnelle et les interactions.

#### Dissémination
Les fonctionnalités de partage et de récupération des statistiques apportent une réponse concrète aux enjeux de visibilité, citation/dissémination et mesure d’impact des instituts de recherche. MyScienceWork a créé une solution interconnectée qui permet d'intégrer les informations en récupérant/exportant tous types de données (scientifiques, technologiques, financières et managériales) en provenance de/à destination de systèmes d’informations existants pour fournir un état des lieux de la visibilité des chercheurs, des institutions de recherche en ligne.

## MyScienceWork et l'open access
MyScienceWork soutient la diffusion des textes scientifiques en « open access » ou « libre accès », mais n'est pas, en elle-même, un dépôt d'archives ouvertes. Son moteur de recherche collecte le contenu des principales bases de données en libre accès, PubMed, CiteSeer, DOAJ, Research Papers in Economics, ArXiv, HAL, Abes, BioMed Central, CERN, Persee, OpenEdition Journals, TEL, ORBI, Public Library of Science.
En 2012 et en 2013, MyScienceWork a participé à l'Open Access Week,.

## OmniScience, un site de vulgarisation scientifique
Depuis 2010, MyScienceWork intègre un média de communication scientifique dédié à l’actualité de la recherche professionnelle multidisciplinaire. En janvier 2016, la société lance “OmniScience”, le nouveau format de son média grand public adapté aux appareils mobiles. On y trouve des articles liés à l’actualité scientifique, des vidéos, des portraits de chercheurs et des billets d’opinion, repartis en trois sections : « Révolution » explore les pratiques émergentes des sciences et leurs évolutions ; « Exploration » met en avant les diverses expériences professionnelles des chercheurs ; et « Connaissance » informe le lecteur des dernières découvertes scientifiques. On y retrouve également des dossiers consacrés
aux thématiques de l’open access, de la place des femmes en sciences, du
doctorat et de la science 2.0. MyScienceWork a aussi réalisé une série vidéo hebdomadaire, Knock Knock Doc, consacrée aux doctorants et à leurs travaux de recherche.

## Autres plateformes scientifiques
- ResearchGate
- Academia.edu
- DSpace
- HAL
- IamResearcher